# Austin Powers (personage)
Augustine "Austin" Powers is een personage uit de gelijknamige filmreeks, gespeeld door Mike Myers. Geboren als zoon van Nigel Powers, gespeeld door Michael Caine, wordt hij na verloop van tijd ook geheim agent, net als zijn vader.

## Levensloop
Austin Danger Powers ("Danger is my middle name," zoals hij zelf zegt) is spion voor de Britse geheime dienst, en is in die functie vrijwel voortdurend op jacht naar de kwaadaardige schurk Dr. Evil, ook gespeeld door Mike Myers, en probeert daarbij diens snode plannen te verijdelen. Aanvankelijk wordt hij daarin bijgestaan door mevrouw Kensington, later leert hij haar ongetrouwde dochter Vanessa Kensington kennen. Net als in sommige Bondfilms dragen de andere mooie vrouwen die zijn pad kruisen over het algemeen dubbelzinnige namen als Alotta Fagina, Felicity Shagwell, Ivana Humpalot, de Japanse meisjes Fook Mi en Fook Yu, en Foxxy Cleopatra.